# Billy Ruge
 (janvier 2018).
Améliorez-le ou discutez des points à vérifier. 
 (janvier 2018).
Si vous disposez d'ouvrages ou d'articles de référence ou si vous connaissez des sites web de qualité traitant du thème abordé ici, merci de compléter l'article en donnant les références utiles à sa vérifiabilité et en les liant à la section « Notes et références ».
Billy Ruge (né vers 1885 et mort le 19 octobre 1955) était un acteur de cinéma américain. 

## Biographie
Au début de sa carrière, il fut acrobate de trapèze aérien avec Bill Frobel : Ruge et Frobel jouèrent à Montréal en 1899 et partagèrent une note à l'Hippodrome de Londres avec WC Fields, Houdini et Sandow pendant les vacances de Pâques 1904. Selon Ruge, avant de jouer son premier film muet - pour Edison - il venait "de revenir d'un engagement de sept ans dans les maisons de variétés d'Allemagne, Angleterre, France, Russie, Amérique du Sud, Belgique, et Espagne". Ruge est finalement apparu dans 64 films entre 1915 et 1922, la plupart du temps un Comedy Shorts un-reeler. Il a souvent travaillé pour l'acteur / réalisateur Willard Louis, filmant à Jacksonville, en Floride, pour les studios mineurs Lubin Studios, la Vim Comedy Company et la Jaxon Film Corporation. Ruge est mieux connu pour ses films avec Oliver "Babe" Hardy, jouant le rôle de "Runt" en face de "Plump" de Hardy dans ce qui peut être considéré comme un précurseur du partenariat plus célèbre de Stan et Ollie. Après plus de 40 courts métrages, Hardy a déménagé, finalement à Hollywood, pour jouer dans des longs métrages de Billy West.
De 1917-1918, Ruge a été rejoint brièvement avec Walter Stull comme «Haddie» dans au moins sept comédies Finn et Haddie, tout en partenariat avec Kate Price dans une série de six films de "Sparkle Comedies". Enfin, après quelques projets solo, il a disparu du monde du cinéma, avec ses cinq dernières sorties en 1922.
En mai 1922, Ruge revient au vaudeville dans un acte de comédie acrobatique («Ruge and Rose») avec le nouveau partenaire Joe Rose, réservé pour un an sur le circuit Loews. Ruge et Rose continuèrent jusqu'à au moins les premiers mois de 1924, [5] surmontant un examen initial du commerce qui qualifiait l'équipe de «petits temps» avec «rien de vraiment utile à offrir». Au début de la prochaine décennie, apparemment tondue de Rose, Ruge tournée dans un renouveau positivement revu de Babes dans Toyland.
Une notice nécrologique de Billboard indique qu'il est mort "sans survivants immédiats" en 1955 à l'âge de 89 ans à New York, ce qui indiquerait une année de naissance de 1866. Cependant, un recensement américain soumis pour le 7 juin 1900 déclare qu'un "acteur" "William Ruge" - 29 ans, né en août 1870 - vivait à New York avec son épouse Anna, également actrice, âgée de 28 ans et née en novembre 1871.